# Megastethodon pseudoxanthorinus
Megastethodon pseudoxanthorinus är en insektsart som beskrevs av Victor Lallemand 1939. Megastethodon pseudoxanthorinus ingår i släktet Megastethodon och familjen spottstritar. Inga underarter finns listade i Catalogue of Life.